# Auburndale (Florida)
Auburndale è un comune degli Stati Uniti d'America, situato in Florida, nella Contea di Polk.